# Gandharva

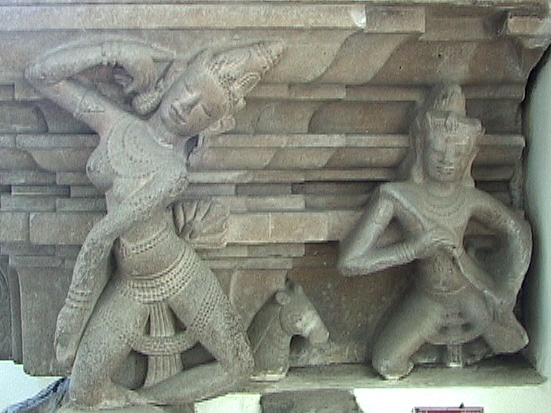
Gandharva (vpravo) na basreliéfu s apsarasou, Vietnam, 10. století

Gandharvové jsou indické mytické bytosti, nebeští hudebníci, zpěváci a tanečníci, druhové apsaras, nebeských vil..
Ganharvové byli různými badateli vyloženi jako duchové větru, duhy, oblaků, měsíce nebo vycházejícího slunce, jejich přesný původ však zůstává nejasný. Výraz gandharva byl již v 19. století spojen s řeckým kentauros, souvislost mezi obě slova je však pochybná.

## Védské náboženství
V Rgvédě se gandharva zpravidla objevuje v jednotném čísle a je spojován s nebesy či horní částí povětří a oblohy, nebeským světlem, je měřičem prostoru, stojí na klenbě nebes, a je milencem apsaras. Podle Rgvédy je okřídlení, kvalitně ozbrojen a oděn do vonných šatů, podle Atharvavédu jsou gandharvové chlupatí a mají polozvířecí vzhled, podle většiny zdrojů jsou však velmi pohlední. Fakt že slovo gandharva se v  Rgvédě objevuje dvacetkrát, z toho však pouze třikrát v plurálu, a v Atharvavédu se dvaatřicetkrát, z toho v polovině případů v plurálu, vedl Arthura Macdonnela k předpokladu že původně šlo o označení pro jednu bytost, které se později přeneslo na celou třídu bytostí. Svědčí o tom i fakt že v Avestě se objevuje příbuzné slovo gandareva v singuláru a to jako označení pro vodní monstrum zabité Garšáspem.
Rgvédský Gandharva je také úzce spojen s Sómou, bohem nápoje sómu a Měsíce, a jeho manželkou Rohiní. Střeží jeho domov, společně s Pardžanjou a Súrjou ho vyživuje. Podle Maitrájaníja sanhity gandharvové střežili sómový nápoj, ale protože dopustili aby byl ukraden bylo jim odepřeno jej pít. Gandharva také může být strážcem sómu, který je přemožen Indrou v rgvédských textech, v Tairríja sanhitě je Sóma vzýván aby v podobě orla unikl před Gandharvou Višvávasuem. Lučištník Kršánu, který podle Rgvédy střelil orla nesoucího sóm, je podle Tairríja áranjaky gandharvou. Gandharva a gandharvové jsou také úzce spojeni se svými družkami apsarasami, nebeskými a vodními „vílami“, a potažmo vodním živlem. Společně jsou v  Rgvédě 10.10. označeni za rodiče Jamy, krále zemřelých, a jeho družky Jamí, v  Rgvédě 9.86 je sómový nápoj nalitý do vody označován jako „gandharva ve vodách“. Tyto dvě bytosti také tvoří archetypální manželský pár, vládnou plodnosti, a Gandharva Višvásu je rivalem ženicha při svatbě.

## Hinduismus
V pozdějších pramenech, jako jsou purány a eposy, gandharvové vystupují jako nebeští hudebníci, zpěváci a tanečníci, ale nezdá se že by toto pojetí mělo nějaký základ v  Rgvédě. Obývají nebesa a povětří, bohům připravují jejich sómový nápoj, milují ženy a jsou velmi pohlední. Jsou okřídlení a mají hlavu ptáka nebo koně. Podle purán jsou syny Kašjapy a Prádhy. Podle Mahábháraty se pět synů Draupadí po smrti stalo gandharvy. Fata morgana byla označována jako „město gandharvů“.